# Poiana Mare (okręg Dolj)
Poiana Mare – wieś w Rumunii, w okręgu Dolj, w gminie Poiana Mare. W 2011 roku liczyła 8991 mieszkańców.